# Berget Uhud

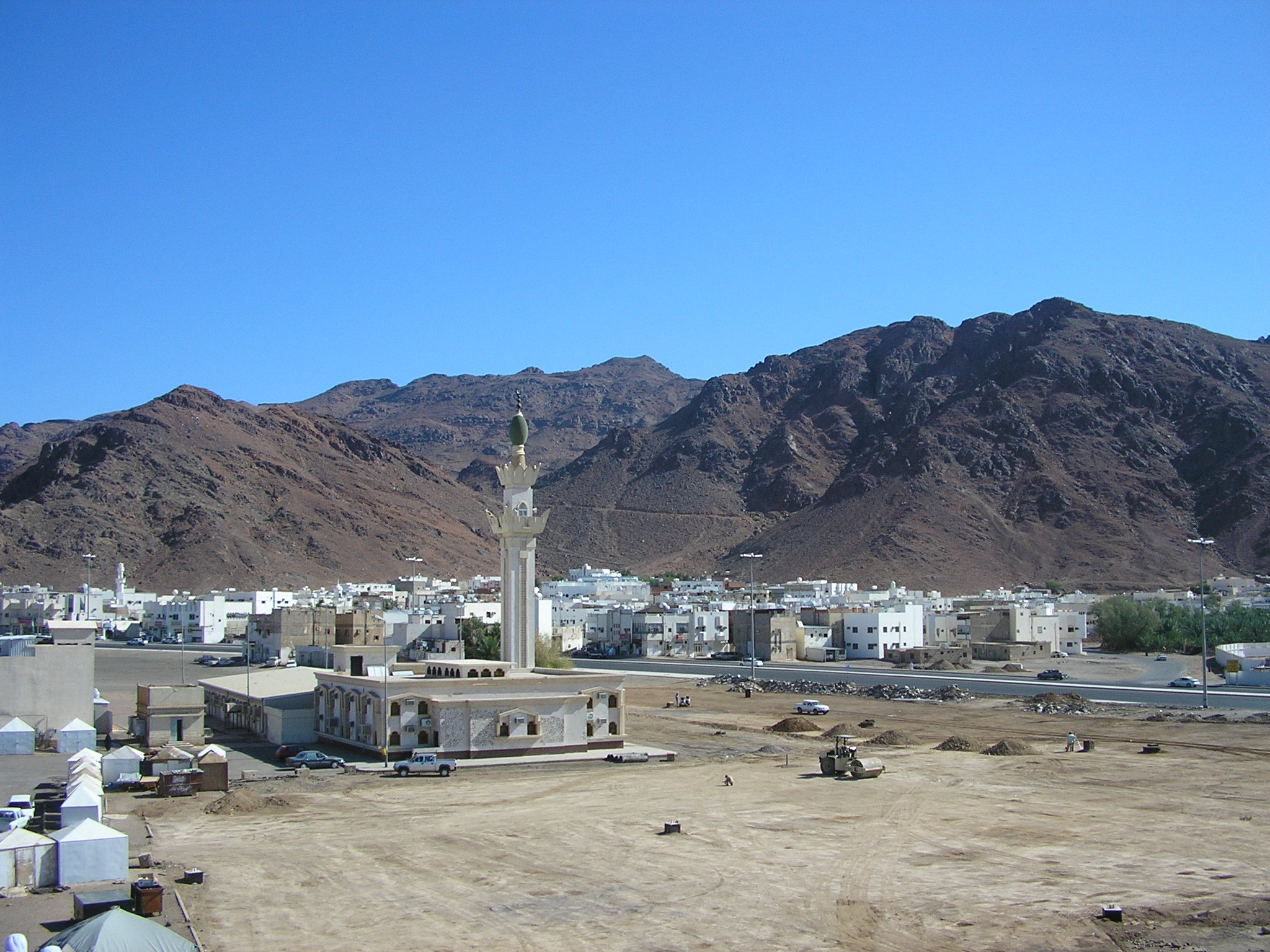
Berget Uhud.

Berget Uhud (arabiska: جَبَل أُحُد) är ett berg i norra Medina i Saudiarabien där det berömda och intensiva slaget vid Uhud ägde rum i islams historia. Berget är 1077 meter högt.

## Galleri

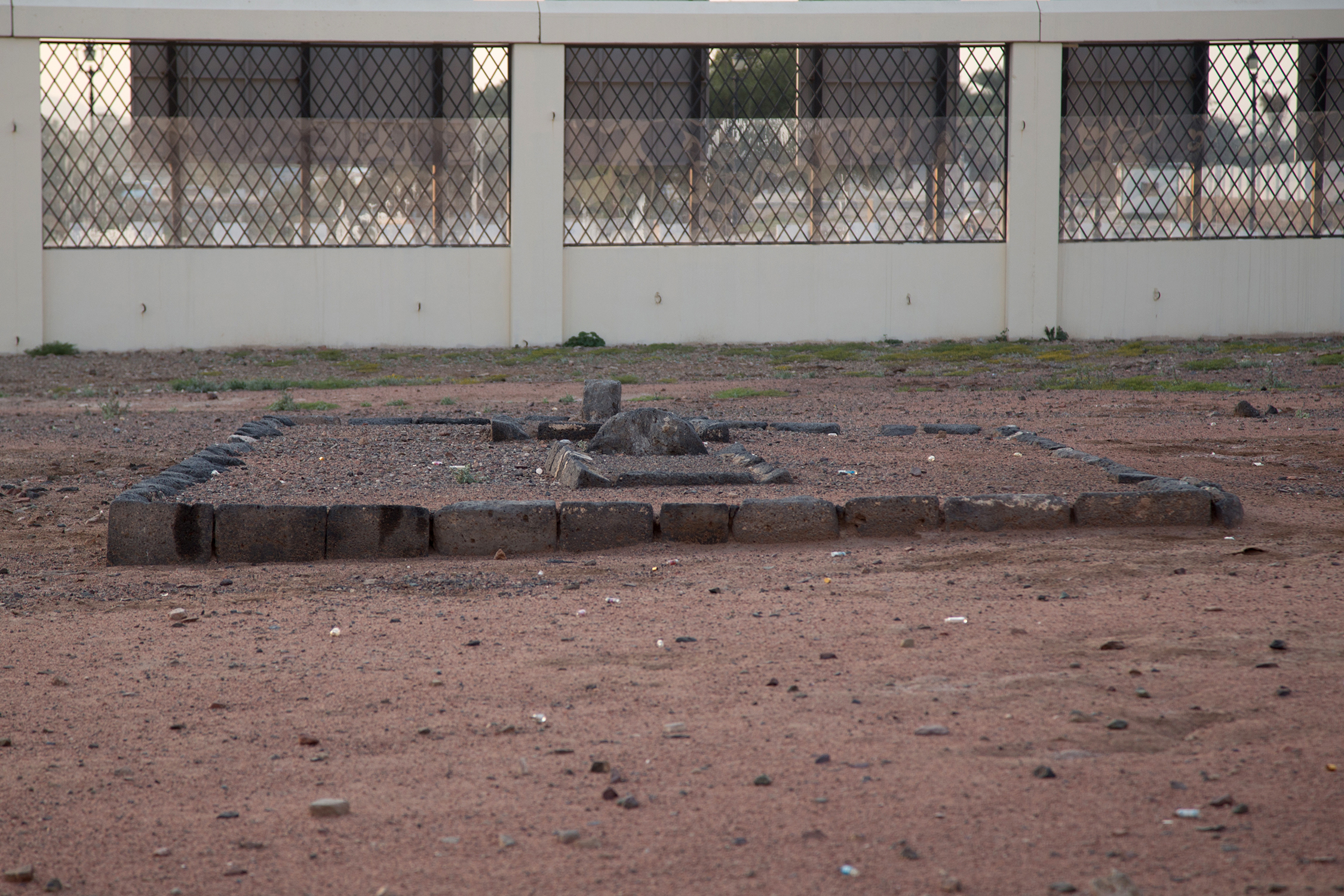
Hamza ibn Abd al-Muttalibs grav nära berget Uhud.
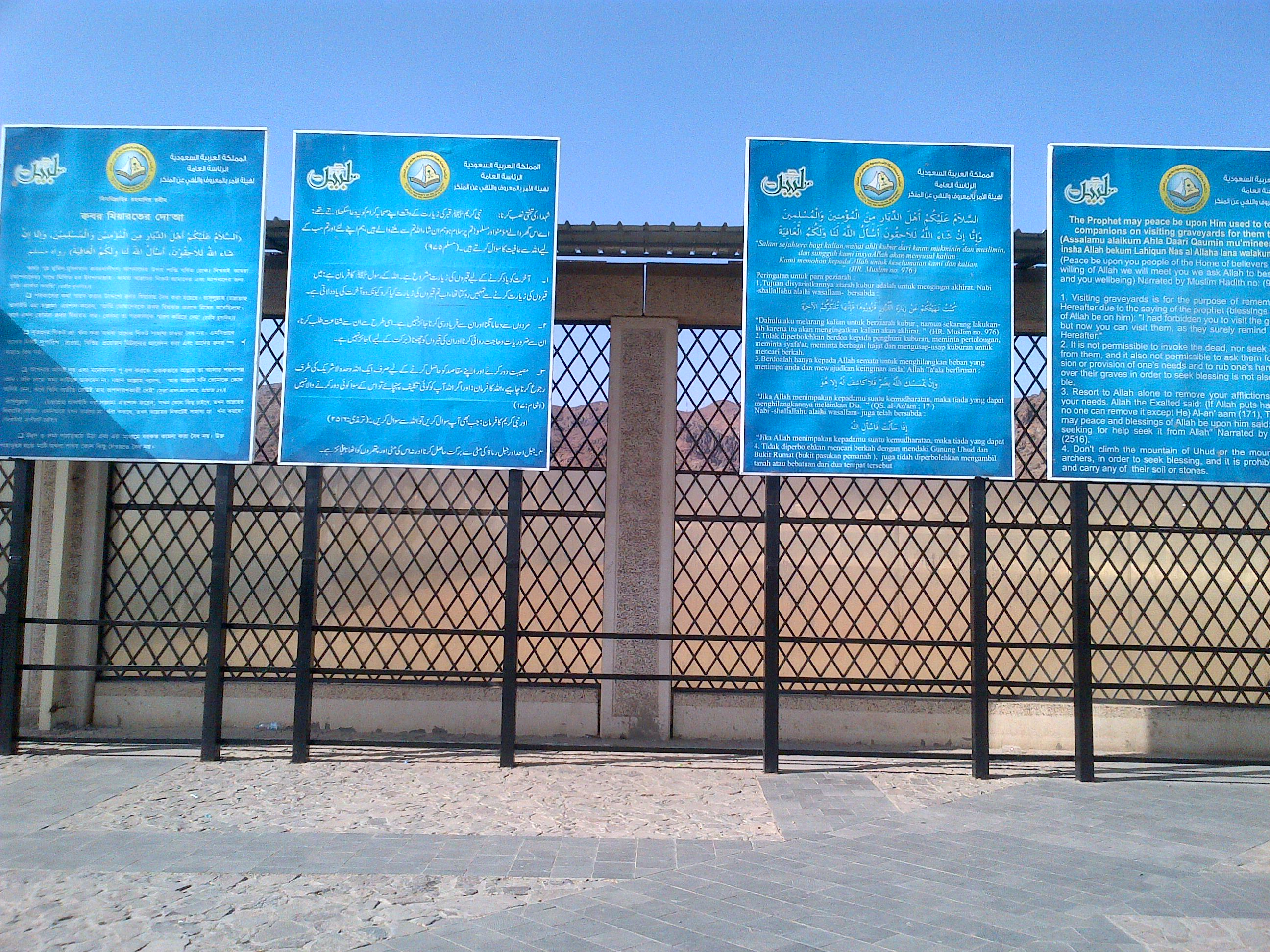
Tavlor med regler från Saudiarabien gällande platsen.